# Championnat de Belgique de football de troisième division 2012-2013
Navigation
saison précédente saison suivante
Le championnat de football D3 2012-2013 est la 84e compétition belge de football du 3e niveau national. Les trente-sept participants sont répartis en deux groupes, l'un comprenant 18 clubs, l'autre 19.
La compétition débute le mardi 14 août 2012, avec une rencontre avancée (Temse-Deinze). Le reste de la journée initiale se déroule le lendemain.
Le premier de chaque groupe (A et B) gagne le droit de monter au 2e niveau. Le Hoogstraten VV y accède pour la première fois de son histoire alors que l'Excelsior Virtony y retourne après l'avoir quitté à l'issue de la saison 2008/2009.
Mais, cette saison de l'antichambre du football professionnel est marquée par plusieurs polémiques. Dans la série A, le « scandale » vient du KV Turnhout. Le club campinois, qui bénéficie du soutien du même argentier que le Lierse, est moribond durant une demi-saison et pointe à la dernière place avec 6 points en janvier. Le club reçoit ensuite le renfort de professionnels égyptiens et Turnhout effectue une remontée spectaculaire et se sauve lors de l'ultime journée. Et s'il n'y avait pas eu Geel-Meerhout, Turnhout aurait remportée la 3e période[Quoi ?]. Les renforts égyptiens provoquent l'ire de plusieurs clubs. Des cris racistes se font plusieurs fois entendre. Mais au moment de la clôture du championnat aucune plainte ou réclamation n'a été déposée contre le « matricule 148 ».
Les critiques et les plaintes sont encore plus nombreuses dans la série B. La réintégration de Tournai alors que le championnat a débuté depuis près d'un mois amène le chamboulement du calendrier. L'URBSFA implique un 3e descendant d'office. Fait contesté par le club concerné: l'Union Saint-Gilloise.
Par ailleurs, plusieurs forfaits sont à déplorer. Le club du Bleid, récemment déménagé à Bruxelles, peine à trouver des installations et, de plus, perd de nombreux matches pour avoir aligné un joueur non-qualifié. Enfin, quand le championnat se termine, les réclamations diverses pleuvent et l'agencement des tours finaux est longtemps incertain tout comme la validation de leurs résultats.
La Louvière n'ayant pas encore obtenu sa licence pour le football professionnel entame une procédure devant la CBAS. Mais, conscient que son dossier n'est pas prêt, le club arrête l'action. Dans la même série, Tirlemont est sanctionné pour une cession de patrimoine non réglementaire et est contraint de descendre d'une division. Ce fait assure le maintien du CS Verviers et laisse un sursis (via le tour final) à l'Union St-Gilloise. Laquelle choisit alors de ne pas poursuivre la procédure de réclamation entamée.
Le tour final pour la montée en D2 se joue sans le K. SV Oudenarde qui, désigné barragiste de D2, refuse de participer car il conteste un forfait qui lui a été accordé mais sans les points habituellement assortis (voir Division 2 2012-2013).
Promu de la saison précédente, le K. FC Izegem assure son maintien lors des barrages.

## «Dossier Tournai»
À la fin de la saison précédente, à la suite d'une réclamation émanant du R. CS Verviers, l'URBSFA sanctionne le R. FC Tournai d'un retrait de 32 points. Cela parce que le club a aligné le joueur Yannick Lacam (transféré de Renaix) alors que celui-ci n'est pas qualifié. Le nœud « gordien » de ce dossier tourne autour d'un courrier adressé par la Fédération au matricule 26 et actant le transfert mais ne renseignant pas la non-qualification comme cela aurait dû être le cas. D'abord blanchi, Tournai fut ensuite puni après que Verviers se soit pourvu en appel.
En mai et juin 2012, le R. FC Tournai épuise toutes les voies de droits que lui permet le règlement fédéral mais est à chaque fois débouté. S'estimant profondément lésé, le cercle entame une action en référée auprès du Tribunal civil et refuse de jouer en Promotion. Il ne dispute pas les premières journées prévues.
Le mercredi 12 septembre 2012, la Cour donne raison au club qui doit être reversé en Division III. Le vendredi 14 septembre 2012, l'URBSFA adresse un courrier à Maître Misson avocat conseil de Tournai. En substance, la lettre fédérale dit « Sous toutes réserves et sans reconnaissance préjudiciable, et notamment sous réserve expresse d’interjeter appel de l’ordonnance de ce 12 septembre 2012, l’URBSFA a inscrit le RFC Tournai en 3e division nationale B. »

## «Dossier Bleid»
En janvier 2013, le Comité Sportif de l'URBSFA sanctionne la FC Bleid de 15 forfaits pour avoir aligné un joueur non-qualifié. Le club conteste cette punition, argumente de son bon droit et parle de « jurisprudence » en évoquant le « Dossier Tournai » de la saison précédente (voir ci-dessus).
Une nouvelle bataille de procédure s'engage…

### Vincent Kompany s'engage avec Bleid
Le 28 mars 2013, on apprend que le Diable Rouge Vincent Kompany s'engage auprès du « FC Bleid-Molenbeek ». Le soutien de la grande star ne consistera pas en un simple investissement financier auprès d'un club de football, mais représente un projet à long terme au profit de la jeunesse bruxelloise et qui dépasse le simple niveau d'un cercle de football,

## Tirlemont en liquidation et…relégué
Au début de l'année 2013, le K. VK Tienen (Tirlemont) fait aveu de faillite. Le club est mis en liquidation et cherche une solution pour terminer la saison…
Début février 2013,le club annonce la création d'une nouvelle ASBL qui reprend le matricule 134. En fonction du règlement, cette cession de patrimoine permet d'éviter la disparition pure et simple et de terminer la saison.
Toutefois, comme évoqué plusieurs fois durant les derniers mois de compétition, l'URBSFA juge la cession de patrimoine non réglementaire et applique les sanctions prévues: relégation d'une division et début de la compétition suivante avec une pénalité de 9 points. À la suite de la cession de patrimoine, le club porteur du « matricule 132 » devrait adopter, à partir de 2013-2014, la dénomination de: Royal Football Club Tienen-Hageland.
Implications directes de la relégation imposée au « KVKT »: le R. CS Verviétois est assuré du maintien, et c'est l'Union St-Gilloise qui devient barragiste. Un club St-Gillois qui a, entretemps, entamé une action en référé contre le changement de réglementation intervenu en cours de saison.

## Clubs participants 2012-2013
- la Colonne "Mat" renseigne le numéro matricule du club concerné.
- La « colonne 2011-2012 » ne tient pas compte des déclassements/reclassements dans la « Série A », à la fin de la saison précédente, à la suite de diverses plaintes et réclamations. Les positions indiquées sont celles occupées à la suite de la dernière journée de championnat.

### Série A
| 2011-2012   | Mat  | Clubs                                            | Villes      | Stades                    | Provinces           |
| ----------- | ---- | ------------------------------------------------ | ----------- | ------------------------- | ------------------- |
| 18e Div. II | 5479 | Koninklijke Standaard Wetteren                   | Wetteren    | Marcel De Kerpelstadion   | Flandre orientale   |
| 8e "B"      | 24   | Koninklijke Racing Club Mechelen                 | Malines     | Oscar Van Kesbeeckstadion | Anvers              |
| 10e "A"     | 38   | Koninklijke Sportkring Ronse                     | Renaix      | Orphale Cruckestadion     | Flandre orientale   |
| 10e "B"     | 148  | Koninklijke Voetbalclub Turnhout                 | Turnhout    |                           | Anvers              |
| 6e "B"      | 211  | Koninklijke Football Club Vigor Wuitens Hamme    | Hamme       |                           | Flandre orientale   |
| 7e "B"      | 342  | Koninklijke Sportvereniging Bornem               | Bornem      |                           | Anvers              |
| 8e "A"      | 818  | Koninklijke Maatschappij Sportkring Deinze       | Deinze      |                           | Flandre orientale   |
| 6e "A"      | 822  | Torhout Koninklijke Maatschappij 1992            | Torhout     | Velodroom                 | Flandre occidentale |
| 7e "A"      | 1934 | Koninklijke Voetbalvereniging Coxyde             | Coxyde      |                           | Flandre occidentale |
| 5e "B"      | 2138 | Koninklijke Rupel Boom Football Club             | Boom        |                           | Anvers              |
| 9e "B"      | 2169 | Football Club Verbroedering Geel-Meerhout        | Geel        |                           | Anvers              |
| 2e "B"      | 2366 | Hoogstraten Voetbalvereniging                    | Hoogstraten |                           | Anvers              |
| 11e "A"     | 3302 | Koninklijke Racing Waregem                       | Waregem     |                           | Flandre occidentale |
| 16e "B"     | 4297 | Koninklijke Sportvereniging Temse                | Tamise      |                           | Flandre orientale   |
| 13e "A"     | 5553 | Koninklijke Oude-Leerlingen St-Augustinus Brakel | Brakel      |                           | Flandre orientale   |
| 1erProm. B  | 28   | Koninklijke Berchem Sport 2004                   | Berchem     | Ludo Coeckstadion         | Anvers              |
| 1erProm. C  | 43   | Royal Cappellen Football Club                    | Kappelen    | Jos Van Wellestadion      | Anvers              |
| 1er Prom. A | 935  | Koninklijke Football Club Izegem                 | Izegem      | KFC Izegemstadion         | Flandre occidentale |

#### Localisations Série A
| \| Cappellen Berchem Hoogstraten Rupel Boom Bornem Turnhout Geel- · Meerhout Hamme Temse Wetteren RC Mechelen Coxyde Torhout Izegem Waregem Ronse Deinze Brakel \| Localisation des clubs engagés en Division 3A 2012-2013 |
| Cappellen Berchem Hoogstraten Rupel Boom Bornem Turnhout Geel- · Meerhout Hamme Temse Wetteren RC Mechelen Coxyde Torhout Izegem Waregem Ronse Deinze Brakel                                                               |

### Série B
| 2011-2012   | Mat  | Clubs                                                 | Villes       | Stades                   | Provinces     |
| ----------- | ---- | ----------------------------------------------------- | ------------ | ------------------------ | ------------- |
| 16e Div. II | 132  | Koninklijke Voetbal Klub Tienen                       | Tirlemont    |                          | Brabant       |
| 17e Div. II | 3900 | Football Club Verbroedering Dender EH                 | Denderleeuw  | Van Roystadion           | Fl. orientale |
| 17e         | 8    | Royal Cercle Sportif Verviers                         | Verviers     | stade du Panorama        | Liège         |
| 12e "B"     | 10   | Royale Union Saint-Gilloise                           | Forest       | stade J. Marien          | Brabant       |
| 6e "A"      | 26   | Royal Football Club Tournai                           | Tournai      | stade Luc Varenne        | Hainaut       |
| 14e "A"     | 76   | Royal Football Club Huy                               | Huy          | avenue de la Croix-Rouge | Liège         |
| 4e "A"      | 200  | Royal Excelsior Virton                                | Virton       | stade Y. Georges         | Luxembourg    |
| 2e "A"      | 213  | Union Royale La Louvière Centre                       | La Louvière  | stade du Tivoli          | Hainaut       |
| 10e B       | 526  | Royal Football Club Union La Calamine                 | La Calamine  |                          | Liège         |
| 3e "B"      | 595  | Koninklijke Bocholter Voetbalvereniging               | Bocholt      | Damburgstadion           | Limbourg      |
| 13e "B"     | 887  | Koninklijke Diegem Sport                              | Diegem       | Stedelijkstadion         | Brabant       |
| 15e "B"     | 1021 | Koninklike Sportclub Grimbergen                       | Grimbergen   | Prinsenbos               | Brabant       |
| 4e "B"      | 3197 | Koninklijke Voetbalclub Woluwe-Zaventem               | Zaventem     |                          | Brabant       |
| 14e "B"     | 3434 | Koninklijke Patro Eisden Maasmechelen                 | Maasmechelen |                          | Limbourg      |
| 15e "A"     | 4167 | Royale Entente Bertrigeoise                           | Bertrix      |                          | Luxembourg    |
| 12e "A"     | 5192 | Royale Jeunesse Sportive Heppignies-Lambusart-Fleurus | Heppignies   | Trou à la Vigne          | Hainaut       |
| 16e "A"     | 9026 | Football Club Bleid Gaume                             | Molenbeek    | « Petit Heysel »         | Brabant       |
| 9e "A"      | 2899 | Royal Géants Athois                                   | Ath          |                          | Hainaut       |
| 1er Prom. D | 460  | Royale Union Wallonne Ciney                           | Ciney        | stade Lambert            | Namur         |

- Le mercredi 12 septembre 2012, le Tribunal des Référées de Tournai sollicité par le R. FC Tournai se prononce en faveur du club. Le retrait de points concédé par le matricule 26 en fin de saison précédente est jugé « non réglementaire ». Le club doit être reversé en Division 3 !

#### Localisations Série B
| \| Dender Bocholt P. Eisden Grimbergen Diegem W-Zaventem Union SG Tirlemont Tournai Ath La Louvière Hepp.-Lamb.-Fl. Ciney Huy Verviers La Calamine Bertrix Virton Bleid-Mol. \| Localisation des clubs engagés en Division 3B 2012-2013 |
| Dender Bocholt P. Eisden Grimbergen Diegem W-Zaventem Union SG Tirlemont Tournai Ath La Louvière Hepp.-Lamb.-Fl. Ciney Huy Verviers La Calamine Bertrix Virton Bleid-Mol.                                                               |

## Résultats & Classements 2012-2013

### Légende
|                  | Champion et promu en Division 2                          |
|                  | Qualifié pour le tour final pour la montée en Division 2 |
|                  | clubs devant prendre part au Tour final des Promotions   |
|                  | Relégation en Promotion                                  |
| en diminution    | Relégué de D2 depuis la saison 2011-2012                 |
| en augmentation  | Promu de Promotion (D4) depuis la saison 2011-2012       |
| (T1), (T2), (T3) | Vainqueurs de périodes 2012-2013                         |

### Série A

#### Classement final
- NOTE: Les 10 premières journées composent le classement de la "première tranche". Pour rappel les 3 vainqueurs de tranche sont assurés de participer au tour final (sous réserve de l'acception de leur demande de licence pour la Division 2)
- Champion d'automne: Hoogstraten VV

| Rang | Équipe                            | Pts | J  | G  | N  | P  | Bp | Bc | Diff |
| ---- | --------------------------------- | --- | -- | -- | -- | -- | -- | -- | ---- |
| 1    | HOOGSTRATEN VV (T1)               | 74  | 34 | 22 | 8  | 4  | 73 | 31 | +42  |
| 2    | K. RC Mechelen                    | 64  | 34 | 18 | 10 | 6  | 55 | 37 | +18  |
| 3    | FC Verbroering Geel-Meerhout (T3) | 61  | 34 | 17 | 8  | 7  | 65 | 37 | +28  |
| 4    | K. Rupel Boom FC                  | 56  | 34 | 16 | 8  | 10 | 56 | 45 | +11  |
| 5    | K. Berchem Sport 2004             | 52  | 34 | 15 | 7  | 12 | 50 | 46 | +4   |
| 6    | R. Cappellen FC                   | 51  | 34 | 14 | 9  | 11 | 57 | 38 | +19  |
| 7    | Torhout KM 1992                   | 51  | 34 | 14 | 9  | 11 | 42 | 37 | +5   |
| 8    | K. FC Vigor Wuitens Hamme         | 48  | 34 | 12 | 12 | 10 | 49 | 44 | +5   |
| 9    | K. VV Coxyde                      | 46  | 34 | 12 | 10 | 12 | 54 | 42 | +12  |
| 10   | K. SV Bornem                      | 45  | 34 | 11 | 12 | 11 | 51 | 53 | -2   |
| 11   | K. SV Temse                       | 43  | 34 | 11 | 10 | 13 | 39 | 51 | -12  |
| 12   | K. Standaard Wetteren             | 42  | 34 | 10 | 12 | 12 | 46 | 56 | -10  |
| 13   | KM SK Deinze (T2)                 | 39  | 34 | 10 | 9  | 15 | 51 | 60 | -9   |
| 14   | K. OLSA Brakel                    | 39  | 34 | 10 | 9  | 15 | 44 | 56 | -12  |
| 15   | KV Turnhout                       | 34  | 34 | 9  | 7  | 18 | 53 | 66 | -13  |
| 16   | K. FC Izegem                      | 34  | 34 | 9  | 7  | 17 | 49 | 67 | -18  |
| 17   | K. SK Ronse                       | 31  | 34 | 8  | 7  | 19 | 47 | 73 | -26  |
| 18   | K. Racing Waregem                 | 28  | 34 | 8  | 4  | 22 | 42 | 84 | -42  |

#### Tableau des rencontres de la Série A
| Résultats (▼dom., ►ext.)                                   | BER | BOO | BOR | BRA | CAP | COX | DEI | GEE | HAM | HOO | IZE  | RCM | RON | TEM | TOR | TUR | WAR  | WET |
| K. Berchem Sport 2004                                      |     | 0-2 | 2-2 | 2-1 | 1-2 | 2-0 | 2-2 | 1-0 | 1-1 | 2-2 | 1-3  | 0-1 | 1-1 | 1-0 | 1-0 | 4-1 | 1-0  | 3-1 |
| K. Rupel Boom FC                                           | 1-0 |     | 4-2 | 4-0 | 1-0 | 0-3 | 2-1 | 0-0 | 2-0 | 1-4 | 1-2  | 3-2 | 1-0 | 3-3 | 1-2 | 1-0 | 4-1  | 2-0 |
| K. SV Bornem                                               | 0-3 | 0-1 |     | 2-0 | 0-5 | 3-1 | 2-2 | 1-2 | 2-0 | 0-2 | 1-1  | 1-1 | 5-3 | 3-2 | 0-4 | 4-0 | 2-1  | 3-3 |
| K. OLSA Brakel                                             | 2-5 | 0-1 | 0-0 |     | 2-0 | 3-2 | 2-0 | 0-3 | 2-1 | 2-2 | 3-1  | 0-1 | 3-2 | 0-1 | 1-1 | 1-3 | 1-2  | 1-2 |
| R. Cappellen FC                                            | 1-2 | 2-0 | 1-1 | 1-2 |     | 2-0 | 3-1 | 1-1 | 1-1 | 0-0 | 4-0  | 2-2 | 6-0 | 1-3 | 1-1 | 1-3 | 2-0  | 0-0 |
| K. VV Coxyde                                               | 4-0 | 2-2 | 3-4 | 2-1 | 2-2 |     | 1-1 | 2-2 | 0-2 | 0-2 | 4-1  | 1-1 | 1-0 | 5-0 | 2-2 | 1-2 | 3-2  | 4-1 |
| KM SK Deinze                                               | 3-1 | 0-3 | 1-1 | 2-1 | 2-0 | 1-0 |     | 3-2 | 1-1 | 0-1 | 1-2  | 3-2 | 0-1 | 2-0 | 2-3 | 1-5 | 4-1  | 2-1 |
| FC Verbr. Geel-Meerhout                                    | 2-2 | 0-0 | 2-0 | 3-3 | 1-0 | 1-1 | 3-2 |     | 2-4 | 0-0 | 5-0  | 0-2 | 0-2 | 3-0 | 0-0 | 2-1 | 4-1  | 4-2 |
| KFC Vigor Wuitens Hamme                                    | 2-1 | 2-0 | 1-1 | 2-2 | 0-4 | 0-0 | 2-1 | 1-2 |     | 0-0 | 3-0  | 0-0 | 4-1 | 1-1 | 5-0 | 3-1 | 2-1  | 0-2 |
| Hoogstraten VV                                             | 1-0 | 0-1 | 3-1 | 2-0 | 3-1 | 2-1 | 3-0 | 0-4 | 5-1 |     | 0-0  | 2-3 | 5-2 | 1-0 | 2-1 | 2-2 | 2-0  | 5-0 |
| K. FC Izegem                                               | 1-2 | 4-4 | 0-2 | 1-3 | 0-2 | 0-2 | 2-2 | 2-0 | 1-0 | 1-4 |      | 1-2 | 0-4 | 3-3 | 0-2 | 1-0 | 1-1  | 1-2 |
| K. RC Mechelen                                             | 2-1 | 2-1 | 1-0 | 0-0 | 0-2 | 0-0 | 3-1 | 2-2 | 3-0 | 2-3 | 3-2  |     | 3-0 | 2-3 | 1-0 | 0-0 | 3-1  | 2-2 |
| K. SK Ronse                                                | 2-0 | 4-3 | 2-2 | 3-3 | 1-3 | 0-1 | 1-1 | 3-1 | 0-1 | 1-1 | 0-7  | 2-3 |     | 2-0 | 1-2 | 0-4 | 2-3  | 1-2 |
| K. SV Temse                                                | 2-3 | 3-2 | 2-1 | 1-1 | 1-0 | 1-0 | 1-0 | 1-3 | 0-0 | 3-1 | 3-2  | 0-3 | 0-0 |     | 1-0 | 1-1 | 0-2  | 1-1 |
| Torhout KM 1992                                            | 1-1 | 1-0 | 0-0 | 3-0 | 0-1 | 1-0 | 2-2 | 0-2 | 2-1 | 0-2 | 1-0  | 0-0 | 1-0 | 1-1 |     | 1-0 | 5-0F | 0-1 |
| KV Turnhout                                                | 2-0 | 2-2 | 0-0 | 1-1 | 1-2 | 0-5 | 1-5 | 0-3 | 3-5 | 1-2 | 1-2  | 3-0 | 2-3 | 0-0 | 5-1 |     | 4-1  | 2-5 |
| K. Racing Waregem                                          | 1-3 | 2-2 | 1-3 | 0-2 | 3-1 | 0-2 | 3-1 | 0-4 | 1-1 | 0-5 | 0-5F | 1-2 | 3-2 | 2-1 | 1-3 | 3-1 |      | 3-3 |
| K. Standaard Wetteren                                      | 0-1 | 1-1 | 0-2 | 0-1 | 3-3 | 0-0 | 1-1 | 0-2 | 1-1 | 1-4 | 1-1  | 0-1 | 1-1 | 1-0 | 2-1 | 3-1 | 3-1  |     |
| - Victoire à domicile - Match nul - Victoire à l'extérieur |     |     |     |     |     |     |     |     |     |     |      |     |     |     |     |     |      |     |

Note : Le RC Waregem se voit infliger deux défaites par forfait sur le score de 5-0 pour avoir aligné un joueur non-qualifié. Il s'agit des deux premières rencontres de ce championnat : les victoires contre FC Izegem (2-0) et à Torhout (1-2).

### Division 3B

#### Classement final
- Champion d'automne: En raison de la grande différence du nombre de matches joués par les différentes équipes, ce titre honorifique ne peut être décerné.

| Rang | Équipe                       | Pts | J  | G  | N  | P  | Bp | Bc  | Diff |
| ---- | ---------------------------- | --- | -- | -- | -- | -- | -- | --- | ---- |
| 1    | R. EXCELSIOR VIRTON          | 79  | 36 | 23 | 10 | 3  | 74 | 30  | +44  |
| 2    | K. Bocholter VV              | 74  | 36 | 22 | 8  | 6  | 73 | 37  | +36  |
| 3    | K. Patro Eisden Maasmechelen | 67  | 36 | 18 | 13 | 5  | 63 | 36  | +27  |
| 4    | UR La Louvière Centre A      | 63  | 36 | 18 | 9  | 9  | 70 | 35  | +35  |
| 5    | R. FC Huy                    | 52  | 36 | 14 | 10 | 12 | 51 | 43  | +8   |
| 6    | K. SC Grimbergen             | 52  | 36 | 14 | 10 | 12 | 54 | 53  | +1   |
| 7    | R. FC Union La Calamine      | 51  | 36 | 14 | 9  | 13 | 61 | 52  | +9   |
| 8    | FC Verbr.Dender EH           | 51  | 36 | 13 | 12 | 11 | 58 | 47  | +11  |
| 9    | K. VK Tienen B               | 51  | 36 | 13 | 12 | 11 | 50 | 44  | +6   |
| 10   | R. JS Heppignies-L-Fl.       | 51  | 36 | 14 | 9  | 13 | 51 | 51  | 0    |
| 11   | R. UW Ciney                  | 50  | 36 | 14 | 8  | 14 | 52 | 58  | -6   |
| 12   | KV Woluwe-Zaventem           | 47  | 36 | 13 | 8  | 15 | 52 | 57  | -5   |
| 13   | R. FC Tournai                | 43  | 36 | 12 | 7  | 17 | 46 | 51  | -5   |
| 14   | K. Diegem Sport              | 45  | 36 | 12 | 9  | 15 | 58 | 56  | +2   |
| 15   | R. Géants Athois             | 43  | 36 | 11 | 10 | 15 | 54 | 60  | -6   |
| 16   | R. CS Verviers               | 41  | 36 | 9  | 14 | 13 | 42 | 54  | -12  |
| 17   | R. Union St-Gilloise         | 38  | 36 | 9  | 11 | 17 | 46 | 53  | -7   |
| 18   | R. Entente Bertrigeoise      | 26  | 36 | 6  | 8  | 21 | 37 | 77  | -40  |
| 19   | FC Bleid                     | 10  | 36 | 3  | 1  | 32 | 12 | 124 | -112 |

A L'UR La Louvière Centre n'a pas reçu (ni en Première Instance, ni en Appel) sa licence pour jouer dans le football rémunéré. Le « matricule 213 » ne prendra part au tour final que si la « Cour d'Arbitrage » lui donne raison (verdict attendu le 06/05/2013).
B Le K. VK Tienen est relégué d'office à la suite d'une cession de patrimoine jugée fautive par l'URBSFA.

#### Tableau des rencontres de la Série B
| Résultats (▼dom., ►ext.)                                   | ATH | BER  | BLE  | BOC  | CIN | DEN | DIE  | EIS | GRI  | HLF | HUY | CAL  | LLC  | TIE  | TOU | USG | VER | VIR | W-Z |
| R. Géants Athois                                           |     | 3-0  | 3-0  | 0-0  | 0-0 | 0-3 | 1-2  | 0-0 | 1-3  | 5-0 | 0-1 | 1-4  | 2-3  | 3-1  | 2-2 | 6-1 | 2-1 | 1-1 | 0-1 |
| R. Ent. Bertrigeoise                                       | 4-1 |      | FFT  | 1-4  | 3-3 | 3-0 | 0-2  | 0-3 | 2-2  | 0-2 | 1-1 | 0-1  | 2-1  | 1-1  | 0-2 | 1-1 | 0-0 | 0-2 | 2-3 |
| FC Bleid-Molenbeek                                         | 0-5 | 0-5F |      | 0-4  | 1-0 | 0-3 | 0-5F | 0-1 | 0-5F | 1-2 | 0-2 | 0-5F | 0-5F | 0-5F | 3-1 | 2-1 | 2-2 | 0-5 | 1-4 |
| K. Bocholter VV                                            | 4-1 | 2-0  | 7-0  |      | 3-2 | 3-2 | 2-0  | 1-6 | 2-2  | 1-1 | 2-1 | 4-2  | 5-0  | 0-2  | 1-0 | 2-1 | 1-0 | 0-0 | 2-3 |
| R. UW Ciney                                                | 5-2 | 1-0  | 3-1  | 3-0  |     | 0-3 | 4-3  | 1-3 | 1-0  | 3-0 | 0-1 | 2-1  | 0-5  | 1-3  | 1-0 | 1-1 | 1-1 | 0-7 | 5-1 |
| FC Verbr. Dender EH                                        | 3-0 | 6-1  | 5-0F | 3-1  | 0-1 |     | 2-2  | 1-1 | 1-1  | 1-2 | 2-1 | 1-0  | 1-1  | 1-3  | 2-1 | 0-1 | 1-2 | 0-0 | 2-1 |
| K. Diegem Sport                                            | 0-2 | 1-1  | 1-0  | 0-1  | 3-1 | 4-1 |      | 1-1 | 0-1  | 1-2 | 1-2 | 0-2  | 0-3  | 5-1  | 1-0 | 2-1 | 1-4 | 1-5 | 2-1 |
| K. Patro Eisden M.                                         | 0-0 | 4-0  | 1-0  | 1-1  | 3-0 | 1-1 | 2-1  |     | 2-0  | 2-2 | 3-0 | 2-0  | 0-0  | 1-1  | 0-0 | 0-0 | 0-3 | 3-2 | 4-2 |
| K. SC Grimbergen                                           | 2-2 | 1-0  | 1-0  | 3-1  | 0-4 | 1-0 | 1-1  | 3-1 |      | 0-2 | 1-3 | 3-2  | 2-1  | 2-1  | 1-1 | 2-1 | 1-2 | 1-1 | 1-1 |
| R. JS Heppignies-L-F.                                      | 3-1 | 4-0  | 4-0  | 0-1  | 0-2 | 0-0 | 4-3  | 1-2 | 1-3  |     | 3-1 | 2-1  | 1-0  | 1-2  | 3-1 | 2-2 | 1-1 | 2-4 | 1-4 |
| R. FC Huy                                                  | 4-2 | 0-1  | 5-0F | 1-1  | 0-0 | 0-1 | 0-4  | 1-1 | 1-0  | 0-0 |     | 5-1  | 0-1  | 1-1  | 0-1 | 2-1 | 1-2 | 0-1 | 3-2 |
| R. FCU La Calamine                                         | 0-1 | 2-2  | 5-0F | 0-0  | 3-2 | 0-0 | 2-2  | 1-4 | 2-0  | 1-1 | 3-2 |      | 2-1  | 2-1  | 0-0 | 1-2 | 5-2 | 0-1 | 1-1 |
| UR La Louvière C.                                          | 4-0 | 6-0  | 3-1  | 0-1  | 2-0 | 5-1 | 3-3  | 3-4 | 2-0  | 1-1 | 3-3 | 1-0  |      | 0-0  | 0-0 | 1-1 | 0-0 | 2-0 | 1-0 |
| K. VK Tienen                                               | 0-0 | 3-1  | 4-0  | 0-1  | 1-1 | 1-1 | 0-2  | 4-1 | 2-1  | 1-0 | 0-0 | 1-1  | 0-2  |      | 0-4 | 2-0 | 3-3 | 1-1 | 1-1 |
| R. FC Tournai                                              | 0-3 | 4-2  | 5-0F | 0-5F | 0-1 | 1-3 | 1-1  | 2-1 | 3-1  | 2-0 | 1-3 | 1-3  | 2-0  | 0-2  |     | 2-1 | 2-0 | 1-2 | 2-1 |
| R. Union St-Gilloise                                       | 1-1 | 2-1  | 5-0F | 0-1  | 1-1 | 3-1 | 1-1  | 1-1 | 1-2  | 1-2 | 1-2 | 1-1  | 1-3  | 2-0  | 3-0 |     | 2-0 | 2-4 | 2-0 |
| R. CS Verviers                                             | 1-1 | 1-0  | 1-0  | 1-4  | 2-1 | 1-1 | 2-2  | 0-2 | 2-2  | 1-1 | 0-2 | 2-3  | 0-2  | 0-1  | 2-1 | 1-1 |     | 1-3 | 1-1 |
| R. Excelsior Virton                                        | 5-0 | 1-0  | 3-1  | 0-0  | 0-0 | 2-2 | 1-0  | 3-1 | 3-2  | 1-0 | 2-2 | 4-1  | 1-3  | 1-0  | 1-1 | 2-0 | 3-0 |     | 1-0 |
| KV Woluwe-Zaventem                                         | 1-2 | 2-3  | 2-0  | 0-3  | 4-1 | 2-2 | 1-0  | 0-2 | 3-3  | 1-0 | 0-0 | 0-3  | 1-0  | 3-1  | 2-1 | 3-1 | 0-0 | 0-3 |     |
| - Victoire à domicile - Match nul - Victoire à l'extérieur |     |      |      |      |     |     |      |     |      |     |     |      |      |      |     |     |     |     |     |

- La rencontre « FC Bleid-Molenbeek-UR La Louvière Centre », prévue lors de la 5e journée (9 septembre 2012), n'a pas pu se dérouler. Raison: À ce moment, le FC Bleid-Molenbeek n'a toujours pas de terrain à sa disposition ! Le club nouvellement déménagé dans la capitale ne peut se produire au stade Machtens comme il le souhaiterait, à cause du refus de Johan Vermeersch, président du FC Brussels l'autre club résident. Hébergé à Wemmel pour son premier match, le « matricule 9026 » pense jouer contre « les Loups » à Rebecq. Mais le bourgmestre local qui a marqué son accord change d'avis par peur d'incidents avec les supporters de l'URLLC. Ceux-ci se sont à nouveau faits tristement remarquer le mercredi précédent à l'issue de la rencontre face à Huy (3-3 après que leurs favoris eurent menés 3-0). Le 21 septembre 2012, le Comité Sportif de l'URBSFA sanctionne Bleid-Molenbeek d'un forfait au profit de La Louvière.
- Par contre le match remis contre l'Union Saint-Gilloise, remis aussi faute de terrain, est lui décrété devoir être joué[9]. Il l'est le mercredi 14/11/2012 et Bleid-Molenbeek remporte sa première victoire (2-1) de la saison en championnat (pour ce qui est sa 15e rencontre).
- Le FC Bleid est sanctionné de nombreux forfaits (12 !) pour avoir aligné un joueur non-qualifié (Vicenzo Bellia). Seule la rencontre perdue pat 7 à 0 à Bocholt voit son résultat maintenu, puisque le score de forfait aurait pénalisé la différence de but (2e critère de départage en cas d'égalité) des Campinois.
- La rencontre « Bertrix-Bleid » arrêtée parce que les lignes devenaient invisibles à cause de la neige est déclarée perdue par forfait par les deux clubs. Bertrix car il n'a pas été en mesure de retracer les lignes de son terrain, Bleid car le club avait aligné un joueur non-qualifié (V. Bellia) !
- La rencontre « Tournai-Bocholt », arrêtée en raison d'une panne d'éclairage, est finalement déclarée gagnée par forfait par Bocholt (0-5).

## Déroulement de la saison

### Série A

#### Première période (14 août/7 octobre)
L'entame de compétition est partagée. Après 7 journées, Hoogstraten, bien que battu lors des journées 3 et 4, s'installe en tête avec un longueur de mieux que Hamme, Geel-Meerhout et que le RC Malines. C'est Izegem, un des promus, qui ferme la march avec 3 sur 21.
Lors des trois journées suivantes, Hoogstraten ne perd plus le moindre point et empoche la première période, synonyme de participation au tour final pour la montée (si le club obtient la licence requise pour ce niveau).

#### Deuxième période (14 octobre/23 janvier)
Cette « tranche » ne se termine pas à la date prévue en raison des remises due au mauvais temps. La journée de clôture est remise le dimanche 20 janvier puis une nouvelle fois reportée le dimanche 24 février. À chaque fois, les conditions hivernales difficiles sont la cause des reports.
Hoogstraten commence bien la 2e période avec 14 points sur 18, soit un de mieux que Bornem.
Les premiers « sommets » surviennent lors de la 17e journée, le 1er décembre. Le leader Hoogstraten va partager l'enjeu (0-0) chez son premier poursuivant Hamme. Le même jour, le RC Malines (4e) s'impose (1-0) contre Bornem (3e).
Après une remise générale, les 7 et 8 décembre, à cause de la neige tombée en abondance le vendredi, Hoogstraten est accroché deux fois de suite contre des équipes de bas de classement. À chaque, le leader ne peut faire mieux que (2-2) contre Brakel et chez à Turnhout, la lanterne rouge qui marque là son 6e point. Le RC Malines réalise un carton plein qui lui permet de se glisser à la deuxième place tout en revenant à 5 points d'Hoogstraten. Le Racingmen profitent aussi du revers (1-2) de Hamme contre un Geel-Meerhout qui retrouve son football et remporte une deuxième victoire après 7 matches sans succès.
À la clôture de l'année civile, le classement de la deuxième période s'est donc très regroupé. Deinze et le RC Malines totalisent 18 points pour 17 à Bornem, Berchem et Hoogstraten, classés dans cet ordre. Le Cappellen FC de Jan Ceulemans compte 14 points mais a joué un match de moins (celui arrêté à Torhout le 22/12).
Le reprise en janvier voit Hoogstraten et Berchem confirmer alors que Hamme est surpris (2-2) à domicile par Brakel (classé 17e). Le RC Malines compte un match de moins (déplacement à Renaix décalé au 16 janvier). Le 13 janvier, Deinze qui mène la période s'incline (3-1) à Cappellen. Berchem prend le commandement de la tranche après sa victoire (0-1) au Racing Waregem. Cependant, le Racing Malines peut prendre la tête s'il remporte son match en retard à Renaix.
Cinq clubs peuvent encore prétendre remporter la 2e période dont la dernière journée devait avoir lieu le 20 janvier. Berchem (23), RC Malines (21) - avec un match de moins - , Deinze (21), Rupel Boom (21) et Hoogstraten (21). Mais à la mi-janvier, les conditions météorologiques (neige) entraînent la remise des rencontres. Les deux matches d'alignement prévus le 16/01 sont disputés le mercredi 20 février. La victoire du RC Malines à Deinze (2-3) réduit le nombre de candidats à la victoire de cette période à trois clubs: RC Malines, Berchem Sport et SK Deinze. La dernière journée de cette tranche est reprogrammée le dimanche 24/02. Mais la météo s'en mêle encore. Une nouvelle remise laisse ce classement particulier en suspens. Deinze (21) doit recevoir le RC Malines (24) alors que Berchem (23) est censé accueillir Cappellen (20). Vu le nombre de victoires et les différences de buts, une victoire de Deinze lui permettrait de dépasser le RC Mechelen, reste à voir le résultat de Berchem…
C'est le dimanche de Pâques que le verdict de cette période tombe. Et c'est une demi-surprise qui attend les observateurs. Deinze s'impose (3-2) contre le RC de Malines et enlève le gain de la période, grâce à une meilleure différence de buts !

#### Troisième période (30 janvier/05 mai)
En raison des remises, la 3e période débute avant que la précédente ne soit totalement terminée. Le RC Malines, Torhout et Geel commencent pas un 9 sur 9. Rupel Boom se replace au classement alors que le Vigor Hamme et Berchem Sport font du sur place.
Au fil des semaines, le RC Malines grignote son retard sur Hoogstraten. Le 2 mars 2013, les Racingmen s'imposent 2-3 chez leur rival campinois pour s'installer en tête. En fond de classement, le RC Waregem ne se remet pas du double forfait qui lui est infligé et s'enfonce dangereusement. À l'opposé, les autres clubs menacés luttent pour prendre de précieuses unités. Ainsi Turnhout qui reste dernier à la date du 11 mars mais qui à ce moment vient d'aligner 3 victoires et reprend espoir juste avant de recevoir le leader malinois. Turnhout, dont l'argentier est Maged Samy aussi patron du Lierse SK, a bénéficié lors du « mercato hivernal » de l'arrivée de plusieurs renforts: des professionnels egyptiens !
Le 17/03/2013, la lanterne rouge Turnhout inflige une sérieuse défaite (3-0) au leader malinois. Hoogstraten n'en profite pas puisqu'il s'incline (0-1) contre Boom qui fait donc la bonne opération. Geel, vainqueur (1-0) de Cappellen, reste aussi dans le coup et s'empare de la tête de la dernière période avec 16 points devant Brakel (14).
Lors du week-end des 23 et 24 mars, la journée peut se jouer entièrement contrairement à d'autres séries de la D2 à la Promotion, perturbée par une offensive de l'hiver avec de fortes chutes de neige. Le RC Malines est contraint au partage (2-2) par Geel, l'équipe en forme de la 3e période. Hoogstraten gagne (1-4) à Izegem et revient à stricte égalité avec les « Rats » en tête du classement général. Victorieux (0-4) à Renaix qui est barragiste, Turnhout est revenu au contact à trois points de son adversaire du jour et à 7 unités d'Izegem premier sauvé. Le club campinois est aussi revenu à deux points du leader de la période ! S'il est en ordre de licence, Turnhout pourrait se sauver et décrocher une place au tour final.
Le mercredi 27 mars 2013, Turnhout dispute sa rencontre de retard et partage (0-0) avec Temse. Le club campinois est 2e au classement de la période. Le week-end de Pâques est consacré à la dernière journée de la 2e période.
Battu à Deinze (3-2), lors du weed-end Pascal, le RC Malines doit donc laisser le gain de la 2e période à son hôte. De plus, Hoogstraten, vainqueur du Racing Waregem (2-0) redevient seul leader avec 3 points d'avance. Rupel Boom pointe à 6 unités et Geel en compte 8 de retard sur le meneur. En bas de classement, Turnhout est revenu à égalité de points avec Waregem et à une longueur de Renaix qui est « barragiste ». À ce moment, le premier « sauvé » est Izegem qui devance Renaix de 5 points.
Au soir du 7 avril, Hoogstraten (62) et le RC Malines (59) ont accentué leur avance sur Boom (54), accroché 2-2 à Turnhout et sur Geel-Meerhout (51) battu de manière inattendue 0-2 par Renaix, lequel restait sur une série de 16 matches sans victoire ! Au classement de la 3e période, l'incertitude place avec un regroupement: 6 clubs totalisent 17 points et une équipe en a 16.
Le 14 avril 2013, Hoogstraten s'impose (0-1) à Deinze et porte à 5 points son avantage sur le RC Malines accroché (0-0) par Coxyde. Rupel Boom et Geel-Meerhout se neutralisent (0-0). Torhout, victorieux (3-0) contre Brakel, prend seul la tête de la 3e période.
À l'occasion de la 32e journée, Hoogstraten s'impose (1-0) contre Berchem et maintient son avantage de cinq points. Les Campinois ont encore besoin d'une unité pour être sacrés. Battu (1-2) par le RC Malines, le Racing Waregem est mathématiquement relégué en Promotion dont il était sorti en 2004.
Le dimanche 28 avril 2013, lors de l'avant-dernière journée, Hoogstraten VV va s'imposer à Wetteren (1-4) et décroche le titre. Pour la première fois de son Histoire, Hoogstraten va pouvoir évoluer en Division 2. En 2013-2014, le club disputera sa 50e saison à l'échelon national. le RC Mechelen se voit ainsi renvoyer au tour final. Certain de terminer 2e, le « matricule 24 » est repêché car le champion a remporté une période.
Les derniers verdicts tombent lors de l'ulitime journée. Vainqueur de Deinze (3-2), Geel-Meerhout obtient le gain de la 3e période, devant Turnhout et Hoogstraten. Pour Turnhout le sauvetage miracle est obtenu. Les Campinois remportent leur dernier match contre Rupel Boom (2-0) alors qu'Izegem s'incline (4-1) à Coxyde. Grâce à une meilleure différence e buts, Turnhout renvoie Izebgem aux barrages. Battu lourdement (6-0) à Cappellen, Renaix est relégué dont il était sorti 13 ans plus tôt.

### Série B
Relégué de Division 2, Tirlemont domine le début de championnat avant de connaître une première défaite lors de la 7e journée (5-1 à Diegem). Bocholt et Virton sont en embuscade. En fin de tableau, Bleid-Molenbeek stagne avec 1 point, mais n'a joué que 5 rencontres.
C'est le 12 septembre 2012, soit juste avant la 6e journée que l'on apprend que le R. FC Tournai va être reversé dans cette série. Le 23/09/2012, Tournai dispute et gagne (2-0) sa première rencontre en disposant de…Verviers.
Le 21 septembre 2012, l'URBSFA annonce que le système des périodes est annulé dans la série puisque le calendrier a dû être remanié à la suite de la réintégration forcée du R. FC Tournai. L'accès au tour final est attribué aux clubs (en ordre de licence) classés aux 3 places suivant directement le champion.
Dans le même temps, la fédération précise qu'elle va se pourvoir en appel de la décision du Tribunal de Première instance de Tournai ayant siégé en Référé le 12/09/2012.
Tirlemont, descendant de D2 prend le meilleur départ, mais les Brabançons trébuchent à Diegem (5-1) et perdent ensuite d'autres points. Après quatre rencontres Bocholt prend le commandement alors que La Louvière qui était installée près de la tête « cale » et glisse de quelques places. Le club limbourgeois reste invaincu jusqu'au 22 octobre 2012, moment où il est surpris à domicile par Woluwe-Zaventem (2-3). Virton qui reste le dernier invaincu de la série, est très régulier et revient à 2 longueurs.
En bas de tableau, « Bleid Molenbeek » peine à obtenir un premier succès (2 points sur 36). Les autres menacés sont Verviers (9), Ciney (8) et La Calamine (7). Mais le club germanophone n'a encore joué que 9 rencontres alors que certaines formations totalisent déjà 12 et même 13 matches !
Lors d'un match joué en semaine, le mercredi 14/11, Bleid-Molenbeek s'impose enfin (2-1) contre l'Union SG. Mais trois jours plus tard, lors du retour au Parc Duden, l'Union prend sa revanche sur le même score.
Au sortir du mois de novembre 2011, un trio s'est installé en tête. Il s'agit de Bocholt (38, 18 matches), La Louvière-Centre (34, 17 matches) et Virton (33, 16 matches). Le club gaumais est en tête en termes de « points perdus » (9 pour 16 et 17 aux deux premiers). Le futur champion sera probablement l'un de ces trois clubs, même si Woluwe-Zaventem et Tirlemont (27 unites), n'ont encore disputé que 15 rencontres. En fond de classement, on suppose que Bleid-Molenbeek (5 points) aura besoin d'un miracle pour se sauver. Verviers (11, 16 matches) et Bertrix (13, 17 matches) sont les deux autres relégables. La place de barragiste est occupée par Ath (15), mais les « Géants » ne sont encore apparus que 13 fois que les pelouses de la « D3B » ! Cinq matches de retard par rapport au leader, c'est surréaliste, mais c'est la résultante de la réintégration du FC Tournai et du fait que l'URBSFA n'a prévu le coup de préparer un calendrier à 19 équipes « au cas où ». En position de barragiste, le Royal Géants Athois est virtuellement…4e au niveau des points perdus !
Lorsque se clôture l'année civile, le classement est donc très décousu. Bocholt a empoché le plus de points (42) en 21 matches disputés. Le club limbourgeois finit pourtant en demi-teinte avec un modeste 1 sur 6 contre Grimbergen, affronté deux fois en l'espace d'une semaine. L'Excelsior Virton (40) est le leader virtuel en termes de points perdus puisque les Gaumais ont joué deux parties de moins. La Louvière est sur la 3e marche du podium avec 38 unités en 19 rencontres. Woluwé-Zaventen (33) et Tirlemont (32) sont en embuscade en ayant pris part à 18 "games".
En fond de grille, Bleid (7-18), Verviers (11-17) et Bertrix (13-18) vont devoir cravacher pour rejoindre le peloton.
Le 5 janvier 2013, le club reprit par Michel De Wolf s'impose contre Ciney (1-0) et revient à un point de Verviers. À ce moment, le premier sauvé (l'Union St-Gilloise) est 8 unités plus loin. Ath qui n'a joué que 17 parties reste barragiste avec 16 unités après un faible 1 sur 12. Le même week-end, Virton gagne (1-0) devant Bertrix et prend le commandement avec un point de plus (43) et un match de moins que Bocholt.
Au soir du 13 janvier, la situation en tête est clarifiée puisque les leaders ont tous joué le même nombre de matches (21). Virton mène la danse avec 46 unités, soit 4 de mieux que Bocholt et 7 par rapport à La Louvière qui vient de s'incliner à Bertrix (2-1). En bas de tableau, les Géants Athois, vainqueurs (0-1) à La Calamine, cèdent la place de barragiste à l'Union St-Gilloise qui a partagé avec Diegem (1-1).
Le week-end des 9 et 10 février et les deux journées complètes de remise, quatre autres rencontres ne peuvent avoir lieu en raison des terrains rendus impraticables par la météo. Virton qui est allé s'imposer à Woluwe-Zaventem (0-3) à conforter sa place de leader. À l'autre bout du classement, Ath bat Bleid (3-0) et laisse la place de barragiste à Ciney (qui n'a pas joué). Pour des noyaux non-professionnels, les mois de mars et d'avril s'annoncent délicats à gérer avec deux rencontres par semaine.
Le 16 mars 2013, le championnat rebondit lorsque le leader Virton concède sa 2e défaite de la saison. Comme la première, elle est l'œuvre de l'UR La Louvière Centre (2-0). Bocholt qui s'impose (4-1) contre Ath le lendemain revient à un point des Gaumais.
Quatre matches sont disputés le mercredi 20 mars. On note un partage (1-1) entre Bertrix et l'Union St-Gilloise alors que Ciney bat Diegem (4-3). Les rencontres du week-end suivant sont perturbées par un poussée hivernale avec d'importantes chutes de neige dans la soirée du samedi 23 mars ! Trois matches programmés le dimanche 24 sont remis (Dender-Bocholt, Grimbergen-La Louvière et Bleid Patro Eisden). Vainqueur (1-0) de Bertrix, Ciney se donne de l'air en fond de classement alors que le leader Virton maintient sa position en battant Tirlemont (1-0). Le dimanche 24, les Géants Athois infligent une correction (6-1) à l'Union SG.
Au terme du week-end de Pâques, du 30 mars au 1er avril, la situation évolue en tête du classement. Virton reste leader avec 63 points, soit 6 de mieux que La Louvière qui a joué deux rencontres de moins. Bocholt (avec aussi deux rencontres de moins), battu 3-0 à Ciney, concède un retard de 8 unités sur les Gaumais. Patro Esiden (49) et Heppignies-L-F (44) sont en ordre utile pour le tour final, mais le nombre différent de matches joués rend délicate la lecture du classement. Au niveau des menacés, Ciney s'éloigne de la zone dangereuse, par contre Bertrix (19) y est empêtré et aura des difficultés à en sortir.
Le mercredi 3 avril, La Louvière s'incline (2-1) à La Calamine alors que Bocholt bat Tournai (2-1). Le week-end suivant, c'est Virton qui mord la poussière (3-2) au Patro Eisden. Le même jour, la belle série de 10 matches sans défaite s'arrête pour Verviers défait (2-3) par La Calamine.
Le mercredi 10 avril, La Louvière est défait (2-1) à Grimbergen. Virton (vainqueur 0-1 à Huy) et Bocholt (vainqueur 0-1 à Tirlemont) reprennent quelques distances. Ciney poursuit sa belle remontée aux dépens de Bleid (3-1). Une défaite qui condamne mathématiquement le cercle repris par Vincent Kompany à la relégation en Promotion. Le lendemain, on apprend que ce club prendra le nom de BX Brussels à partir de la saison prochaine.
Le 13 avril 2013, deux rencontres au sommet sont programmées. Virton et Bocholt se neutralisent (0-0) en Gaume.Par contre l'UR La Louvière-Centre est défaite à domicile (3-4) par le Patro Eisden ! Le titre s'éloigne dangereusement pour « les Loups ». Ciney poursuit sa superbe remontée et pointe au 6e rang après une victoire (0-2) à Heppignies. En fond de tableau, Verviers concède un partage (2-2) contre Bleid, et s'englue de nous nouveau dans la zone rouge.
À l'occasion des matches du mercredi 17 avril, puis de ceux du week-end des 20 et 21 avril, Bocholt concède deux défaites (3-2 à Diegem et 1-6 contre Patro Eisden). Dans le même temps, La Louvière est accroché deux fois à domicile (0-0 contre Verviers et 3-3 contre Diegem). L'Excelsior Virton s'impose (1-2) à Tournai et reprend ses distances en tête. Patro Eisden Maasmechelen se glisse au 3e rang. Bien que restant distancé en fond de classement, Bertrix se rebiffe et bat les Géant Athois (4-1).
L'Excelsior Virton se rapproche à deux points du titre en s'imposant à Bertrix (0-2) le mercredi 27/04/2013. Nantis de cinq points d'avance, les Gaumais seront sacrés le mercredi 1er mai 2013 s'ils l'emportent contre Diegem. À la suite de sa défaite, Bertrix est mathématiquement renvoyé en Promotion.
Lors des quelques rencontres d'alignement jouées, le samedi 27/04/2013, Bocholt s'impose (2-1) contre l'Union St-Gilloise et maintient la pression mathématique sur Virton. Les Limbourgeois ne doivent plus jouer qu'une seule rencontre pour deux aux Gaumais. Tournai va gagner (0-2) à Bertrix et assure son maintien, car il possède trois victoires d'avance sur l'Union et Verviers qui ne doivent plus jouer que deux fois.
Le mercredi 1er mai 2013, l'Excelsior Virton est champion grâce à sa victoire (1-0) contre Diegem Sport. Le « matricule 200 » retrouve la Division 2, dont il avait été relégué en 2005, à l'époque après un premier séjour de huit saisons consécutives. L'Union St-Gilloise, qui a partagé (1-1, à La Louvière) se retrouve sur un siège de relégable cdar Verviers est allé s'imposer (1-2) à Dender. Le « matricule 8 » compte deux unités de retard sur Ath et Diegem pour tenter de délaisser la place de barragiste.
Lors de l'ultime journée, Ath se sauve en obtenant un partage (1-1) à Verviers. Celui-ci se retrouve barragiste, car l'Union St-Gilloise s'est inclinée (2-4) contre Virton. Le « matricule 10 » n'accepte pas son statut de relégué parce qu'il reproche le changement de réglementation en cours de compétition (3 descendants au lieu de 2 à la suite de la réintégration de Tournai). Le club bruxellois introduira-t-il un recours devant les Tribunaux ?
Toutefois, la « Dossier Tirlemont » pourrait aussi apporter des changements. Si le club des Sucriers est renvoyé en Promotion (mise en liquidation et changement d'ASBL avec cession de patrimoine qui pourrait être jugée négativement), le barragiste serait sauvé et le premier descendant deviendrait barragiste.…
Le lendemain de la clôture, soit le 6 mai, la « Cour d'Arbitrage » doit statuer sur le dossier de la licence de La Louvière Centre…

## Tour final D3
Ce tour final offre une place en Division 2.

### Participants
- Barragiste de Division 2 = K. SV Oudenaerde mais celui-ci refuse les dernières décisions de la Commission des Litiges et introduit un Appel devant la CBAS. Débouté le 17 mai, le club a refusé de participer au tour final/barrage et est sanctionné d'un forfait. Mais un rebondissement reste possible si un recours (en justice) est indroduit par le « matricule 81 ».
- Série A = KM SK Deinze, K. RC Mechelen, FC Verbr. Geel-Meerhout
- Série B = K. Bocholter VV, Patro Eisden Maasmechelen, KV Woluwe-Zaventem.

Note: L'UR La Louvière Centre est normalement sportivement qualifié mais le club n'a pas obtenu sa licence ni en 1re Instance, ni en Appel. La Louvière s'était pourvu auprès de la « CBAS » qui devait rendre sa décision le 08/05/2013. Mais sachant leur dossier incomplet, les dirigeants des « Loups » ont arrêté la procédure. C'est donc Woluwe-Zaventem (12e au Général) qui est repêché.

### Programme
L'ordre des rencontres est désigné par tirage au sort qui a lieu dans les locaux de l'URBSFA, le lundi 6 mai 2013. À l'époque, ce tirage est fait sous réserve des décisions devant encore être rendues par la « CBAS » dans le cadre des dossiers de licence de La Louvière (III) et de Boussu Dour (II).
Les matches se jouent par aller/retour, avec prolongations éventuelles et tirs au but à la suite de la manche retour (les buts marqués en déplacement sont prépondérants).
| |                           |                           | Score   |                                 |                           |                           | Score |
| Le tour final proprement dit se dispute par matches à élimination directe: Quarts, Demis et enfin Finale.   |                           |                           |         |                                 |                           |                           |       |
| Première journée - quarts de finale - Aller le 9 mai / Retour le 12 mai 2013                                |                           |                           |         |                                 |                           |                           |       |
| Q1 Aller | K. Bocholter VV           | Patro Eisden Maasmechelen | 0-2     | Retour                          | Patro Eisden Maasmechelen | K. Bocholter VV           | 2-1   |
| Q2 Aller | K. RC Mechelen            | KM SK Deinze              | 2-1     | Retour                          | KM SK Deinze              | K. RC Mechelen            | 1-1   |
| Q3 Aller | FC Verbr. Geel-Meerhout   | KV Woluwe-Zaventem        | 2-0     | Retour                          | KV Woluwe-Zaventem        | FC Verbr. Geel-Meerhout   | 1-1   |
| Deuxième journée - demi-finales - Aller le 16 mai / Retour le 19 mai 2013                                   |                           |                           |         |                                 |                           |                           |       |
| D1 Aller | Patro Eisden Maasmechelen | K. RC Mechelen            | 1-0     | Retour                          | K. RC Mechelen            | Patro Eisden Maasmechelen | 1-0   |
| D2 Aller | FC Verbr. Geel-Meerhout   | K. SV Oudenaerde          | 5-0 FFT | Retour                          | annulé                    |                           |       |
| Troisième journée - Match de classement - Une seule manche, pour une place éventuelle en D2, le 26 mai 2013 |                           |                           |         |                                 |                           |                           |       |
| 3/4 | Patro Eisden Maasmechelen | K. SV Oudenaerde          | 5-0FFT  | Oudenaerde refuse de participer |                           |                           |       |
| Troisième journée - FINALE - Aller le 25 mai / retour le 2 juin 2013                                        |                           |                           |         |                                 |                           |                           |       |
| FIN Aller                                                                                                   | FC Verbr. Geel-Meerhout   | K. RC Mechelen            | 3-0     | Retour                          | K. RC Mechelen            | FC Verbr. Geel-Meerhout   | 1-1   |

- Le FC Verbroedering Geel-Meerhout gagne le droit de monter en Division 2.

## Résultat du Tour final des Promotions
Lors du Tour final des Promotions, le K. Sporting Hasselt gagne le droit de monter en Division 3.

## Récépitulatif la saison
- Champion A: Hoogstraten VV (1er titre de D3)
- Champion B: R. Excelsior Virton (2e titre de D3)
- 'Quarante-septième titre de D3 pour la Province d'Anvers
- Deuxième titre de D3 pour la Province de Luxembourg

| Région flamande (0)             | Région flamande (0) | Province de Brabant (0)      | Province de Brabant (0) | Région wallonne (0)    | Région wallonne (0) |
| ------------------------------- | ------------------- | ---------------------------- | ----------------------- | ---------------------- | ------------------- |
| Province d'Anvers               | 0                   | Région de Bruxelles-Capitale | 0                       | Province de Hainaut    | 0                   |
| Province de Flandre-Occidentale | 0                   | Province du Brabant flamand  | 0                       | Province de Liège      | 0                   |
| Province de Flandre-Orientale   | 0                   | Province du Brabant wallon   | 0                       | Province de Luxembourg | 0                   |
| Province de Limbourg            | 0                   |                              |                         | Province de Namur      | 0                   |

1. ↑  Au niveau footballistique, la province de Brabant est toujours unitaire malgré sa partition territoriale en 1995.

### Admission / Relégation
Les deux champions, le Hoogstraten VV et le R. Excelsior Virton sont promus en Division 2 où ils remplacent le relégué d'office qu'est le SK St-Niklaas.
Le FC Verbroedering Geel-Meerhout est promu en D2 via le tour final.
Le K. SV Oudenaerde refuse de participer au tour final et est relégué en D3.
Le K. Beerschot AC ne reçoit pas de licence pour la D1 et est renvoyé  D3. Déclaré en faillite, le « matricule 3530 » arrête ses activités et disparaît.

### Relégué en Promotion
- K. SK Ronse
- K. Racing Waregem
- K. VK Tienen (relégation administrative, cession de patrimoine fautive)
- R. Entente Bertrigeoise
- FC Bleid-Molenbeek (qui prend la dénomination de BX Brussels)

### Montants de Promotion
- K. RC Gent-Zeehaven
- K. Londerzeel SK
- K. FC Oosterzonen Oosterwijk
- R. Sprimont Comblain Sport
- K. Sporting Hasselt via le tour final